# Enterprise (Oregon)
Pour les articles homonymes, voir Enterprise.
La ville d’Enterprise est le siège du comté de Wallowa, dans l’État de l’Oregon, aux États-Unis. Sa population s’élevait à 1 940 habitants lors du recensement de 2010, estimée à 1 963 habitants en 2018.

## Histoire
La ville a reçu son nom à l’issue d’un vote qui s’est tenu en 1887. Enterprise a été incorporée deux ans plus tard.

## Démographie
| Groupe            | Enterprise | Oregon | États-Unis |
| ----------------- | ---------- | ------ | ---------- |
| Blancs            | 95,9       | 83,7   | 72,4       |
| Métis             | 2,2        | 3,8    | 2,9        |
| Amérindiens       | 0,6        | 1,4    | 0,9        |
| Autres            | 0,6        | 5,7    | 6,4        |
| Asiatiques        | 0,5        | 3,7    | 4,8        |
| Afro-Américains   | 0,3        | 1,8    | 12,6       |
| Total             | 100        | 100    | 100        |
|                   |            |        |            |
| Latino-Américains | 3,1        | 11,8   | 17,37      |

Selon l'American Community Survey, pour la période 2011-2015, 96,94 % de la population âgée de plus de 5 ans déclare parler anglais à la maison, alors que 2,61 % déclare parler l'espagnol et 0,44 % le portugais.

## Transports
Enterprise est desservie par un aéroport municipal (Enterprise Municipal Airport, code FAA : 8S4).